# Курбыко, Юрий Алексеевич
Ю́рий Алексе́евич Курбы́ко (бел. Юрый Аляксеевіч Курбыка; род. 26 февраля 1956, Минск) — советский и белорусский футболист, вратарь. Лучший футболист Белоруссии 1991 года. Мастер спорта.

## Карьера

### Клубная
Футболом начал заниматься с 12 лет. Воспитанник футбольной школы СДЮШОР-5. Первый тренер Леонид Андреевич Лапунов. Защищал цвета двух клубов — минского «Динамо» (1974—1985,1988-1992) и ташкентского «Пахтакора» (1987—1988). Большую часть карьеры выступал за минчан. Первые динамовские сборы прошёл в 1973 в возрасте 16-и лет. Помог команде стать чемпионом Советского Союза (однако, золотые медали не получал, так как для этого требовалось сыграть не менее половины матчей в чемпионате). Бронзовый медалист 1983 года. Также признавался лучшим футболистом Беларуси (1991).

### Деятельность в БФФ
С апреля 2011 года является вице-президентом Белорусской федерации футбола.

## Достижения
Командные
- Бронзовый призёр чемпионата СССР: 1983
- Чемпион Белоруссии: 1992
- Обладатель Кубка Белоруссии: 1992

Личные
- Лучший футболист Белоруссии: 1991
- В списках 22 лучших футболистов чемпионата Беларуси: сборная «А» — 1992

## Личная жизнь
Имеет два высших образования. Сейчас занимается бизнесом в строительной сфере.